# Skedstorkar
Skedstorkar (Platalea) är ett släkte i familjen ibisar inom ordningen pelikanfåglar med vid utbredning på alla kontinenter utom Antarktis.

## Kännetecken
Skedstorkarna är en grupp med stora, långbenta, vadande fåglar. De har alla en stor, platt, skedformad näbb och födosöker genom att vada i grunt vatten och svepa med den delvis öppna näbben från sida till sida. När något litet vattendjur rör vid insidan av näbben - en insekt, ett kräftdjur eller en småfisk - så slår näbben igen. De föredrar färskvatten men återfinns även i saltvatten.
De lever monogamt, men förmodligen bara en häckningssäsong åt gången. Flertalet häckar i träd eller inne i vassbäddar. Hanen samlar bomaterial som består av pinnar och vass medan honan bygger boet vilket är en stor plattformsliknande konstruktion.

## Systematik
Tidigare placerades skedstorkarna i en egen underfamilj (Plataleinae) med övriga ibisar i Threskiornithinae. DNA-studier visar dock att släktet står närmare asiatiska och afrikanska ibisar än amerikanska ibisar. Rosenskedstorken placerades tidigare i det egna släktet Ajaia men inkluderas numera i Platalea. Släktet omfattar därmed sex arter:
- Rosenskedstork (Platalea ajaja)
- Gulnäbbad skedstork (Platalea flavipes)
- Afrikansk skedstork (Platalea alba)
- Skedstork (Platalea leucorodia)
- Kungsskedstork (Platalea regia)
- Koreaskedstork (Platalea minor)

Äldre svenska trivialnamn för släktet Platalea var skedgäss eller slevgäss.